# 青春時代 (森田公一とトップギャランの曲)
「青春時代」（せいしゅんじだい）は、1976年8月21日にリリースされた森田公一とトップギャランのシングルである。このグループの代表曲でもある。

## 解説
- 作詞は阿久悠、作曲はトップギャランのリーダーでもある森田公一による。
- 青春時代の心情を巧みに綴った歌詞として、当時の若い世代を中心に多大な支持を得た。発売から半年経過でミリオンセラーとなり、大ヒットした[1]。
- 森田公一とトップギャランはこの曲で翌1977年の『第28回NHK紅白歌合戦』に出場した。
- 1993年に新高輪プリンスホテルで行われた『スター誕生!同窓会』で、ラストに参加者全員でこの歌を合唱した。
- この歌をモチーフにした単発ドラマ『青春時代』(主演：風間杜夫、金沢碧)が製作され放送された。
- 1990年11月21日発売の「森田公一とトップギャランⅡ」名義のアルバム『時代漂流』にてセルフカバー（リメイク）された。このバージョンは、1993年9月22日にシングルカットもされている。
- 台湾では劉文正、マレーシアでは巫啓賢によって『為青春歡唱（为青春欢唱）』のタイトルで北京語カバーされている。

## 収録曲
1976年盤
両楽曲とも、作詞：阿久悠／作曲・編曲：森田公一
1. 青春時代
2. 別れ煙草

1993年盤
両楽曲とも、作詞：阿久悠／作曲：森田公一
1. 青春時代
2. 時代おくれ

## カバー
- 1997年、MAX（アルバム『VELFARRE J-POP NIGHT presents DANCE with YOU』）
- 2001年、昭和のいる・こいる（シングル「そんなもんだよしようがない」のカップリング）
- 2002年、後藤真希・中澤裕子・藤本美貴（アルバム『FOLK SONGS 3』）
- 2008年、モーニング娘。（アルバム『COVER YOU』）
- 2014年、吉幾三（アルバム『あの頃の青春を詩う vol.2』）
- 2015年、吉井和哉（アルバム『ヨジー・カズボーン〜裏切リノ街〜』）
- 2019年、新浜レオン（シングル「離さない 離さない」のカップリング）
- 劉文正（台湾）『為青春歡唱』北京語カバー
- 巫啓賢（マレーシア）『为青春欢唱』北京語カバー

## テレビ番組での使用
- トップスターショー・歌ある限り（TBS系）エンディング曲
- タカトシ温水の路線バスの旅（フジテレビ『ぶらぶらサタデー』）オープニング曲